# Saint-Sauveur-Gouvernet
 Saint-Sauveur-Gouvernet  es una comuna y población de Francia, en la región de Ródano-Alpes, departamento de Drôme, en el distrito de Nyons y cantón de Buis-les-Baronnies.
Está integrada en la Communauté de communes de Pays du Buis-les-Baronnies.

## Demografía
Su población en el censo de 1999 era de 203 habitantes. Para el año 2021, la población total se redujo a 185 residentes.
| 182 | 176 | 164 | 151 | 161 | 203 | 206 | 190 | 185 |
| Para los censos de 1962 a 1999 la población legal corresponde a la población sin duplicidades (Fuente: INSEE [Consultar]) |     |     |     |     |     |     |     |     |